# Eyvānābād
Eyvānābād (persiska: ايوان آباد) är en ort i Iran.   Den ligger i provinsen Golestan, i den norra delen av landet, 280 km nordost om huvudstaden Teheran. Antalet invånare är 315.
Terrängen runt Eyvānābād är mycket platt. Runt Eyvānābād är det ganska tätbefolkat, med 207 invånare per kvadratkilometer. Närmaste större samhälle är Bandar-e Torkaman, 7,2 km väster om Eyvānābād. Trakten runt Eyvānābād består till största delen av jordbruksmark.